# Helen Prejean

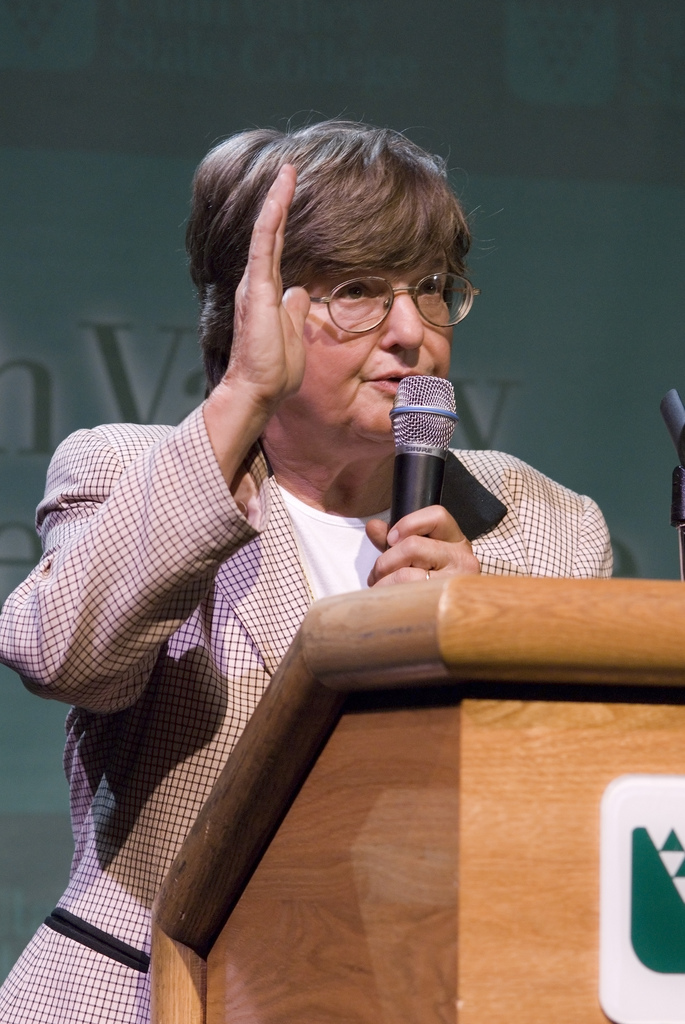
Helen Prejean

Helen Prejean (Baton Rouge (Louisiana), 21 april 1939) is een Amerikaanse katholieke zuster, activiste en publiciste.

## Levensloop
Ze behoort tot de congregatie van Sisters of St.Joseph of Medaille. Prejean vervult een voortrekkersrol in de afschaffing van de doodstraf in de Verenigde Staten. Haar kruistocht begon in New Orleans, Louisiana, in 1981. Ze werd een felle opposant van de doodstraf door haar correspondentie met de ter dood veroordeelde Elmo Patrick Sonnier, die veroordeeld was tot de elektrische stoel. Ze bezocht Sonnier in de gevangenis en stemde toe om zijn spirituele adviseur te zijn gedurende de maanden voor de executie. Deze ervaring gaf Prejean een groter inzicht in het proces dat leidt naar de executies van gevangenen. Door dat inzicht begon ze zich openbaar te verzetten tegen de doodstraf. Rond deze periode richtte ze ook Survive op, een organisatie toegewijd aan het verlenen van bijstand aan de nabestaanden en de slachtoffers van misdaden.
Sindsdien heeft Prejean nog talloze bezoeken afgelegd bij gevangenen in de death row en heeft ze veel executies bijgewoond.
Prejean was ook voorzitster van de National Coalition to Abolish the Death Penalty van 1993 tot 1995.
Een autobiografische versie van haar relatie met Sonnier en andere gevangenen in death row diende als de basis voor de film en opera Dead Man Walking. In de film wordt ze vertolkt door Susan Sarandon. Bijkomend is de film ook gebaseerd op een andere gevangene Robert Lee Willie die samen met zijn vriend Joseph Jesse Vaccaro een 18-jarig meisje verkrachtte en vermoordde op 28 mei 1980. In de film worden deze misdaden ook verfilmd; de dader (Poncelet) is een mix van Sonnier en Vaccaro/Willie.
Helen Prejean spendeert nu het merendeel van haar tijd in het Death Penalty Discourse Center in New Orleans, van waaruit ze doorheen de Verenigde Staten, en wereldwijd congressen organiseert. Prejean is ook een overtuigde pro-life activiste waarbij ze stelt:De paus verklaart dat we ongebonden voor het leven moeten zijn, tegen abortus, tegen euthanasie, tegen zelfmoord; dat wil ook zeggen tegen de doodstraf.

## Boeken van Prejean
- Dead Man Walking An Eyewitness Account of The Death Penalty In The United States (1995)
- The Death Of Innocents An Eyewitness Account Of Wrongful Executions (2005)

## Prijzen en erkenning
- In 2005 mocht Helen Prejean in (Ieper, Vlaanderen, België) de prijs van de vrede in ontvangst nemen.
- In 1996 mocht Prejean de Pax Christi USA in ontvangst nemen als leraar van de vrede.